# Bouches-du-Rhône
Bouches-du-Rhône (IPA: [ˌbuʃdyˈʁon]; okcitánul: Bocas de Ròse) megye Franciaországban, a  83 eredeti département egyike, amelyeket a francia forradalom alatt, 1790. március 4-én hoztak létre.

## Elhelyezkedése
A Franciaország déli részén, Provence-Alpes-Côte d’Azur régióban található megyét délről a Földközi-tenger, valamint keletről Var, nyugatról Gard, északról pedig Vaucluse megye határolja.

## Települések
A megye legnagyobb városai 2011-ben:
| Település         | Népesség |
| ----------------- | -------- |
| Marseille         | 850 636  |
| Aix-en-Provence   | 140 684  |
| Arles             | 52 510   |
| Martigues         | 47 544   |
| Aubagne           | 45 800   |
| Istres            | 42 544   |
| Salon-de-Provence | 43 152   |
| Vitrolles         | 35 021   |
| Marignane         | 34 485   |
| La Ciotat         | 33 738   |

## Galéria

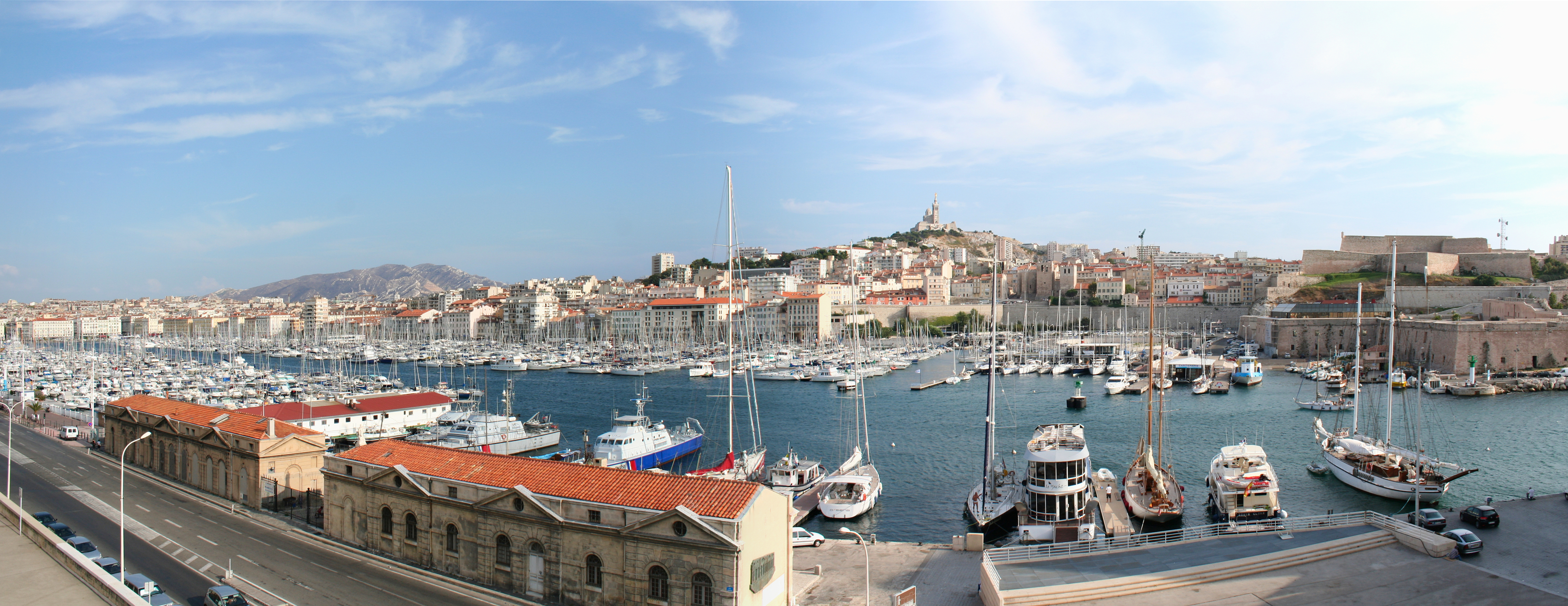
Marseille
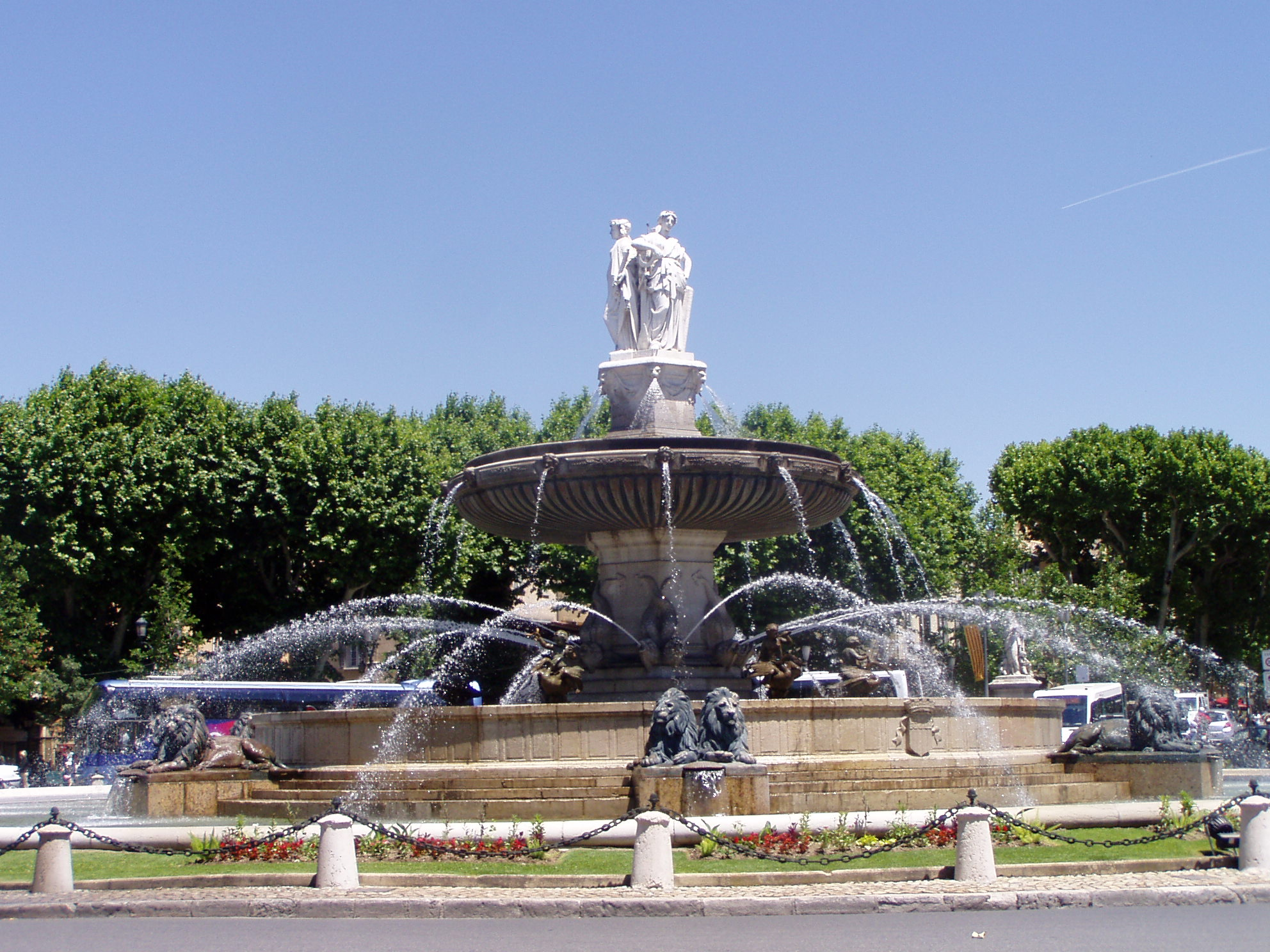
Aix-en-Provence
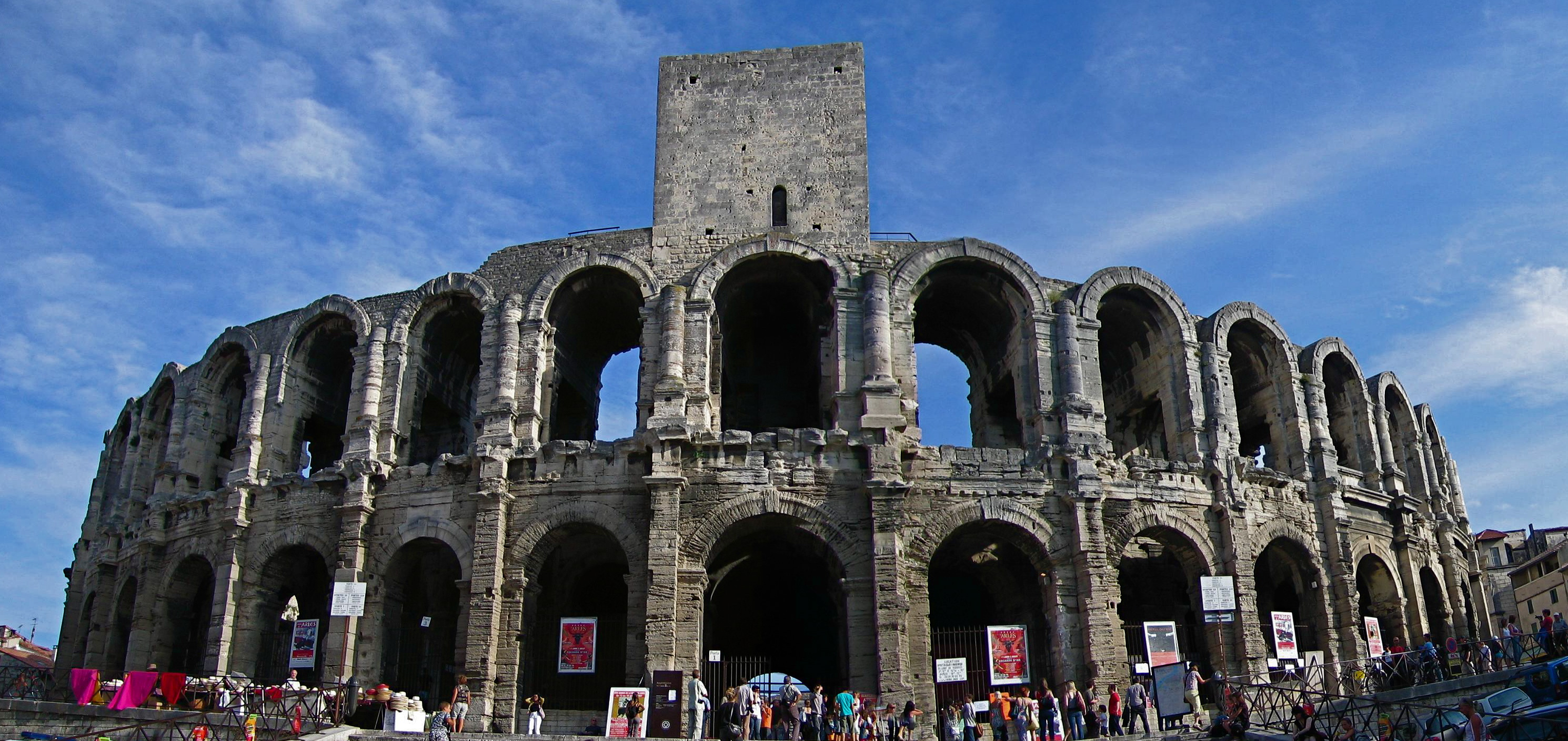
Arles
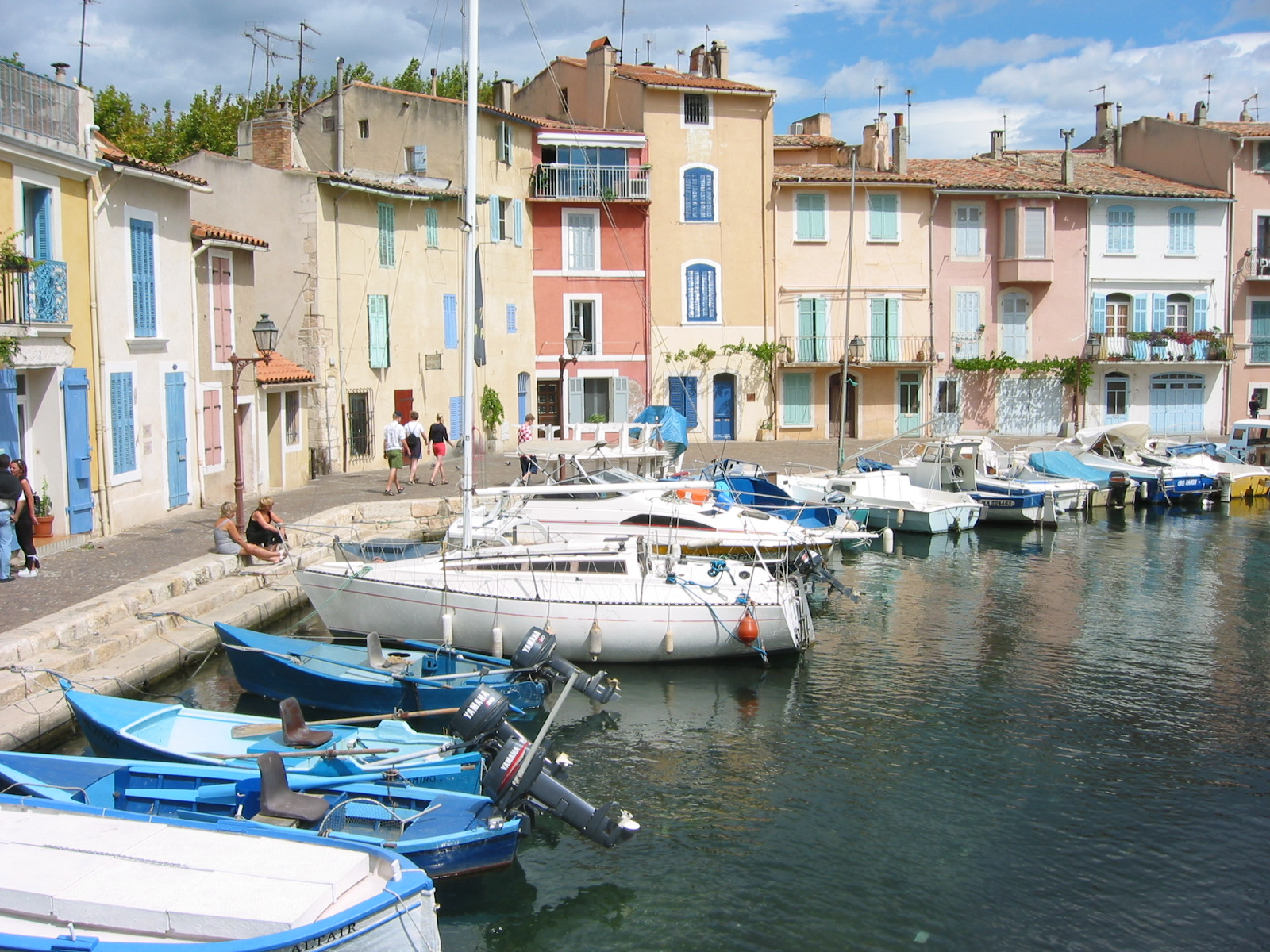
Martigues